# Vandellia balzanii
Vandellia balzanii är en fiskart som beskrevs av Perugia, 1897. Vandellia balzanii ingår i släktet Vandellia och familjen Trichomycteridae. Inga underarter finns listade i Catalogue of Life.